# Michel-Ange (film)
Pour l’article homonyme, voir Michel-Ange (homonymie).
Pour plus de détails, voir Fiche technique et Distribution.
Michel-Ange (Il peccato, littéralement « Le Péché ») est un film russo-italien coécrit, coproduit et réalisé par Andreï Kontchalovski, sorti en 2019. Il s'agit d'un film biographique sur le peintre, architecte, poète et urbaniste florentin Michel-Ange.
Il est présenté au festival international du film de Rome 2019.

## Synopsis
Le film retrace certains moments de la vie de Michel-Ange pour révéler l'humanité profonde du génie de la Renaissance à travers la vision d'Andreï Kontchalovski. L'auteur tente de plonger dans l'univers de l'homme de la Renaissance plein de fantasmes religieux, avec tous ses préjugés et ses croyances. Le regard du réalisateur se porte sur un artiste inaccessible et un homme en perpétuelle recherche, en conflit avec les puissants de l'époque, en conflit avec sa famille et, surtout, avec lui-même. Le film examine en particulier la période de la vie de Michel-Ange durant la rivalité entre les familles Della Rovere et Médicis au début des années 1500.
Le pape Jules II, ayant achevé la chapelle Sixtine, décide de confier à Michel-Ange la tâche de concevoir son tombeau, en lui faisant signer un accord d'exclusivité avec la famille Della Rovere. Mais peu de temps après, le pape Léon X, de la famille des Médicis, accède à la papauté. Il bloque la conception du tombeau et donne de nouvelles commandes à l'artiste, l'obligeant à jongler entre diverses commandes, demandes de paiement, avances de fonds, rivalités artistiques et entre les différentes familles dans une valse des puissants de la Renaissance italienne.

## Fiche technique
Sauf indication contraire, les informations mentionnées dans cette section peuvent être confirmées par la base de données cinématographiques IMDb,  présente dans la section « Liens externes ».
- Titre original italien : Il peccato
- Titre russe : Грех
- Titre français : Michel-Ange (initialement Le Péché)
- Réalisation : Andreï Kontchalovski
- Scénario : Elena Kiseleva et Andreï Kontchalovski
- Musique : Edouard Artemiev
- Direction artistique : Maurizio Sabatini
- Costumes : Dmitri Andreev
- Photographie : Alexandre Simonov
- Montage : Karolina Maciejewska et Sergueï Taraskine
- Production : Alisher Usmanov

Production déléguée : Mauro Calevi et Olesya Gidrat
Coproduction : Elda Ferri et Andreï Kontchalovski
- Sociétés de production : Centre de Production Andreï Kontchalovski et Jean Vigo Italia
- Sociétés de distribution : 01 Distribution (Italie), Walt Disney Studios Sony Pictures Releasing (Russie), UFO Distribution (France)
- Pays d'origine :  Russie,  Italie
- Langue originale : italien
- Format : couleur — 35 mm
- Genre : biographie, drame, historique
- Durée : 134 minutes
- Dates de sortie :
  - Italie : 27 octobre 2019 (Festival international du film de Rome) ; 28 novembre 2019 (sortie nationale)
  - Russie : 14 novembre 2019
  - France : 21 octobre 2020

## Distribution
- Alberto Testone : Michel-Ange
- Ioulia Vyssotskaïa : la dame à l'hermine
- Riccardo Landi : Al Farab
- Jakob Diehl (de) : Peppe
- Antonio Gargiulo (it) : François Marie Ier della Rovere
- Nicola Adobati : Laurent II de Médicis
- Massimo De Francovich : le pape Jules II
- Simone Toffanin : le pape Léon X
- Nicola De Paola : le cardinal Jules de Médicis
- Adriano Chiaramida (it) : Ludovico Buonarroti, le père de Michel-Ange
- Glen Blackhall : Raphaël
- Orso Maria Guerrini : le marquis Malaspina
- Federico Vanni : Jacopo Sansovino
- Toni Pandolfo : Dante

## Production
L'idée du projet vient du court poème d'un aristocrate du gouvernement florentin, ami de Michel-Ange.

### Tournage
Le tournage a lieu en Italie, précisément en Toscane et dans le nord du Latium à Rome, en quatorze semaines.

## Accueil

### Festival et sortie
Le film est sélectionné et présenté au festival international du film de Rome, le 27 octobre 2019. Il sort le 28 novembre 2019 en Italie. En Russie, il sort le 14 novembre 2019. En France, il sort le 21 octobre 2020 avant d'être reprogrammé dès le 19 mai 2021 à la suite de la réouverture des cinémas après le déconfinement lié à la pandémie de covid-19.
En juillet 2019, le président russe Vladimir Poutine, lors d'une visite à Rome, a remis au pape François une copie du film.

### Critiques
En France, le site Allociné recense une moyenne des critiques presse de 3,8/5.
Pour Jean-Loup Bourget de la revue Positif, le film représente « un portrait magistral. Chef-d'œuvre ! ». Quant à Thomas Baurez du magazine Première, il assure que « Konchalovsky parvient avec une simplicité apparente à nous faire ressentir les affres de la création », contrairement à Clarisse Fabre du journal Monde qui regrette : « Andreï Kontchalovski compose de très beaux tableaux, mais son film sur la vie du peintre souffre d’un certain académisme ».

## Distinctions

### Récompenses
- Cérémonie des Nika 2020 : Meilleure photographie pour Aleksandr Simonov, meilleurs décors pour Maurizio Sabatini et meilleurs costumes pour Dmitriy Andreev

### Nomination
- Cérémonie des Nika 2020[9] : meilleur film pour Andreï Kontchalovski

### Sélection
- Festival international du film de Rome 2019 : « Eventi speciali »[3]

### Documentation
- Vittoria Scarpa, « Andrei Konchalovsky • Réalisateur de Michel-Ange (interview) », sur Cineuropa, 31 octobre 2019.
- Antoine de Baecque, « Michel-Ange dépouillé », L'Histoire, no 476,‎ octobre 2020 (lire en ligne).